# Community Shield 2021
La Community Shield 2021 fue la XCIX edición de la Community Shield. La disputaron el Manchester City como ganador de la Premier League 2020-21 y el Leicester City como campeón de la FA Cup 2020-21.

## Participantes
| Manchester City |  |                           |  | Campeón de la Premier League (2020-21) |
| Leicester City  |  | Bandera de Leicestershire |  | Campeón de la FA Cup (2020-21)         |

## Lugar
El estadio de Wembley fue sede de la final de la Supercopa en la edición XCIX. Lo es ininterrumpidamente desde 2013, siendo la final número 41 de recibir en su historia. El estadio alberga los partidos de la selección de fútbol de Inglaterra.

## Partido

### Detalles
| 7 de agosto | Leicester City       | 1:0 (0:0) | Manchester City | Estadio de Wembley, Londres                              |                                                          |
| 17:15 BST   | Iheanacho 89' (pen.) | Reporte   |                 | Asistencia: 45 602 espectadores Árbitro(s): Paul Tierney | Asistencia: 45 602 espectadores Árbitro(s): Paul Tierney |

### Alineaciones
| 1          | Guardameta     | Kasper Schmeichel |     |
| 21         | Defensa        | Ricardo Pereira   |     |
| 4          | Defensa        | Çağlar Söyüncü    |     |
| 18         | Defensa        | Daniel Amartey    |     |
| 5          | Defensa        | Ryan Bertrand     | 78' |
| 25         | Centrocampista | Wilfred Ndidi     |     |
| 8          | Centrocampista | Youri Tielemans   | 72' |
| 7          | Centrocampista | Harvey Barnes     | 79' |
| 17         | Centrocampista | Ayoze Pérez       | 71' |
| 10         | Centrocampista | James Maddison    | 71' |
| 9          | Delantero      | Jamie Vardy       | 71' |
| Entrenador | Entrenador     | Brendan Rodgers   |     |

| 13         | Guardameta     | Zack Steffen   |     |
| 27         | Defensa        | João Cancelo   |     |
| 3          | Defensa        | Rúben Dias     |     |
| 6          | Defensa        | Nathan Aké     |     |
| 22         | Defensa        | Benjamin Mendy |     |
| 25         | Centrocampista | Fernandinho    |     |
| 8          | Centrocampista | İlkay Gündoğan | 65' |
| 80         | Centrocampista | Cole Palmer    | 74' |
| 26         | Delantero      | Riyad Mahrez   |     |
| 53         | Delantero      | Samuel Edozie  | 65' |
| 21         | Delantero      | Ferran Torres  | 74' |
| Entrenador | Entrenador     | Pep Guardiola  |     |

| 11 | Centrocampista | Marc Albrighton       | 71' |
| 22 | Centrocampista | Kiernan Dewsbury-Hall | 71' |
| 29 | Delantero      | Patson Daka           | 71' |
| 42 | Centrocampista | Boubakary Soumaré     | 72' |
| 33 | Defensa        | Luke Thomas           | 78' |
| 14 | Delantero      | Kelechi Iheanacho     | 79' |

| 10 | Centrocampista | Jack Grealish  | 65' |
| 16 | Centrocampista | Rodri          | 65' |
| 20 | Centrocampista | Bernardo Silva | 74' |
| 96 | Centrocampista | Ben Knight     | 74' |

| Anotado · Penal | 89' | Kelechi Iheanacho | 1–0 |

| Amonestado | 50' | Ryan Bertrand |

| Amonestado | 87' | Rúben Dias  |
| Amonestado | 88' | Fernandinho |

| Árbitro             | Paul Tierney |
| Árbitros asistentes | Ian Hussin   |
| Árbitros asistentes | Neil Davies  |
| Cuarto árbitro      | Peter Bankes |

| 1          | Guardameta     | Kasper Schmeichel |     |
| 21         | Defensa        | Ricardo Pereira   |     |
| 4          | Defensa        | Çağlar Söyüncü    |     |
| 18         | Defensa        | Daniel Amartey    |     |
| 5          | Defensa        | Ryan Bertrand     | 78' |
| 25         | Centrocampista | Wilfred Ndidi     |     |
| 8          | Centrocampista | Youri Tielemans   | 72' |
| 7          | Centrocampista | Harvey Barnes     | 79' |
| 17         | Centrocampista | Ayoze Pérez       | 71' |
| 10         | Centrocampista | James Maddison    | 71' |
| 9          | Delantero      | Jamie Vardy       | 71' |
| Entrenador | Entrenador     | Brendan Rodgers   |     |

| 13         | Guardameta     | Zack Steffen   |     |
| 27         | Defensa        | João Cancelo   |     |
| 3          | Defensa        | Rúben Dias     |     |
| 6          | Defensa        | Nathan Aké     |     |
| 22         | Defensa        | Benjamin Mendy |     |
| 25         | Centrocampista | Fernandinho    |     |
| 8          | Centrocampista | İlkay Gündoğan | 65' |
| 80         | Centrocampista | Cole Palmer    | 74' |
| 26         | Delantero      | Riyad Mahrez   |     |
| 53         | Delantero      | Samuel Edozie  | 65' |
| 21         | Delantero      | Ferran Torres  | 74' |
| Entrenador | Entrenador     | Pep Guardiola  |     |

| 11 | Centrocampista | Marc Albrighton       | 71' |
| 22 | Centrocampista | Kiernan Dewsbury-Hall | 71' |
| 29 | Delantero      | Patson Daka           | 71' |
| 42 | Centrocampista | Boubakary Soumaré     | 72' |
| 33 | Defensa        | Luke Thomas           | 78' |
| 14 | Delantero      | Kelechi Iheanacho     | 79' |

| 10 | Centrocampista | Jack Grealish  | 65' |
| 16 | Centrocampista | Rodri          | 65' |
| 20 | Centrocampista | Bernardo Silva | 74' |
| 96 | Centrocampista | Ben Knight     | 74' |

| Anotado · Penal | 89' | Kelechi Iheanacho | 1–0 |

| Amonestado | 50' | Ryan Bertrand |

| Amonestado | 87' | Rúben Dias  |
| Amonestado | 88' | Fernandinho |

| Árbitro             | Paul Tierney |
| Árbitros asistentes | Ian Hussin   |
| Árbitros asistentes | Neil Davies  |
| Cuarto árbitro      | Peter Bankes |

| Campeón Community Shield 2021 |
| ----------------------------- |
| Leicester City 2.° título     |